# Az évszakok
Joseph Haydn Az évszakok (németül: Die Jahreszeiten) című oratóriuma (Hob. XXI:3) a szerző egyetlen nem vallásos témájú oratóriuma. Témája a természet örök körforgása, a négy évszak ciklikus változásainak, gyönyörű természeti képeknek a leírása. Szövegét James Thomson skót költő The Seasons című elbeszélő költeményéből Gottfried van Swieten báró fordította németre. A premier 1801. április 24-én volt Bécsben.

## A mű születése
Haydn az angliai tartózkodásai (1791–1792, 1794–1795) során megtapasztalta az ottani hatalmas Händel-kultuszt. Händel művei – így oratóriumai is – folyamatosan nagy népszerűségnek örvendtek Angliában. Haydn számos Händel-hangversenyen vehetett részt, többek között Händel-oratóriumok előadásait is meghallgatta, még a Messiást is. Haydn „szinte magán kívül volt a lenyűgöző élmény hatására”. Megtudta, hogy van két olyan szöveg is, amit felajánlottak Händelnek is, aki azonban ezeket túlságosan elaprózottnak tartotta, nem illettek bele az ő nagyívű, barokkosan monumentális stílusába. Haydn viszont éppen ezért figyelt fel rájuk, és hazavitte magával Bécsbe. Az egyikből született A Teremtés című, hatalmas sikerű oratóriuma, a másik azonban – James Thomson (1700–1748) műve – mégsem tetszett annyira Haydnnek. Ám Gottfried van Swieten könyvtárigazgató, a bécsi zenei élet egyik vezető alakja, ezt is lefordította németre (A Teremtést is ő fordította), sőt némiképp át is alakította, A. Bürger és Chr. F. Weisse verseivel is kiegészítette. Haydn sokáig húzódozott a téma megkomponálásától, végül engedett van Swieten rábeszélésének, és – nem kis tartózkodással – 1788-ban nekilátott a munkának.
„Teremtésem általános … sikere arra buzdította 69 éves fejemet, hogy még az Évszakokat is föl merjem dolgozni Tompson után! Itt nagyon elégedettek ezzel a fáradságos munkámmal. Ha külföldön is ugyanilyen szerencsém lenne, akkor talán, ha erőm engedné, még valamire vállalkoznék, és azután, Mindenhatóm örökkévalóságában megköszönném a nekem adott kegyelmet…” – írta Haydn egy levélben. Nehéz és fáradságos munka volt tehát, de Haydn ismét remekművet alkotott.
Az ősbemutató 1801 áprilisában volt a bécsi Schwarzenberg-palotában, ugyanott, ahol két évvel korábban A Teremtést is bemutatták. Most is siker volt, ha nem is akkora, mint korábban, de még két előadást kellett tartani a nagy érdeklődés miatt. Röviddel ezután – egy hónap múlva –, Mária Terézia Karolina császárné kívánságára a Burgban is bemutatták, érdekesség, hogy a szoprán szólamot maga a császárné énekelte, Haydn szerint „sok ízléssel és kifejezéssel, de fölöttébb kevés hanggal”. A hivatalos bemutatót végül a Redoutensaalban tartották meg 1801. május 29-én.
Haydn a bemutatók sikerei után sem volt megelégedve a darabbal. „Ez az egész rész a békák utánzásával nem az én ötletem volt. Kényszerítettek ennek a franciás kacatnak a megírására. Ha az egész zenekar szól, akkor még csak elviselhető, de zongorakivonatban egyszerűen lehetetlen” – írta egy levélben Eberhard Müllernek (1767–1817), aki a darab zongorakivonatát készítette. A levél azonban egy újságíró kezébe került, aki megjelentette a „Zeitung für die elegant Welt” című lapban. Van Swieten természetesen nagyon megsértődött, Haydnnek „nehéz és fáradságos” munkájába került a korábbi baráti viszonyt helyreállítani.

## A zene
A zenemű három énekes szólistát (szoprán, tenor, basszus) és énekkart foglalkoztat. A zenekarban a vonósok mellett két fuvola és egy piccolo, két oboa, két klarinét, két fagott és kontrafagott, négy kürt, három trombita, két harsona és basszusharsona, üstdob és más ütőhangszerek szerepelnek, a recitativókban zongora (eredetileg fortepiano) is közreműködik. Szereplői: Hanna (szoprán), Lukács (tenor) és Simon (basszus).
Az oratórium 39 (a Deutsche Grammophon CD-jén 44) számból – áriákból, duettekből, tercettekből, recitativókból, kórusszámokból és négy előjátékból – áll, és természetesen négy fő részre oszlik: A tavasz, A nyár, Az ősz, A tél.
A darabnak – a hagyományos értelemben véve – nincs is cselekménye: az egyes évszakoknak megfelelő természeti képek ábrázolásából és a falusi életből vett zsáner-jelenetek sorozatából áll. Simon gazda, Hanna, a lánya és Lukács, a fiatal parasztlegény sem szereplők, inkább elbeszélői az egyes jelenetekben ábrázolt történéseknek, képeknek. Zenéje ennek megfelelően népies alapokon nyugszik, a földműves ember életkörülményeit ábrázolja hangulatos, nem ritkán naiv módon. Nem dramatikus, sokkal inkább idilli. Haydn zenéje kiegyenlíti a tagadhatatlanul gyengécske szöveg hibáit, mintegy elfedi azt, felemeli egy magasabb szintre.
Az oratórium zenekari bevezetővel kezdődik, de még nem a tavasz színeivel, hanem a búcsúzó tél zord képeivel. A beköszöntő tavaszt Simon gazda, Hanna, a lánya és a jövendőbeli, Lukács üdvözlik, majd hamarosan csatlakozik hozzájuk a parasztok kórusa. A szereplők örömmel számolnak be a paraszti munka szépségeiről (mert a korabeli elképzelések szerint a parasztok mindig jó kedvvel, vidáman és könnyedén végezték munkájukat). Haydn később meglepő zenei idézettel jelentkezik: saját 94., Üstdob-szimfóniájából a második tétel jól ismert bevezető dallamrészletét illesztette be az oratórium dallamfolyamába (a híres üstdobütés nélkül). A zenekar gyönyörű természeti képeket fest, majd magasztos hálaénekkel zárul a tavaszt leíró rész. A következő évszakot egy nyári nap leírásával jellemzi a szöveg. Simon a pásztorkodásról, Hanna ismét a Napról énekel, Lukács a nyári munka nehézségeit ecseteli. Tikkasztó a hőség, de már gyülekeznek a felhők az égen, igazi nyári égiháború kerekedik. Haydn addig sohasem hallott módon festi le a vihart hangokkal, nemsokára Beethoven VI. szimfóniájában találkozunk hasonlóval. A zivatar után kiderül az ég, a természet felfrissül, tehénbőgés, madárdal és békakuruttyolás jelzi ezt (itt jusson eszünkbe Haydn morgolódása). Eljő az este, a dolgos emberek nyugovóra térnek. Az ősz a művészetek kedves évszaka. A darab bő termésről számol be, boldogan szedik a gyümölcsöt, Simon a madarászásról, Lukács pedig a nyúlhajtásról énekel. Máris a vadászat témája következik, majd az ősz „fénypontja”, a szüret. A mulatság végén bordalra gyújt a társaság, sőt vidám „hopszaszázás” közepette táncra is perdülnek. A „tél” zenéje súlyos, nehéz dallamokkal indul, hidegről, fagyról van szó Simon énekében. Hanna a meleg szobát dicséri, hangulatos fonódalt énekel. Az egész társaság nevetgélve emlékezik meg egy hódításába belebukó grófról. A vidámságot azonban felváltja a szomorúság: az élet, a virágzás után mindig elkerülhetetlen az elmúlás, a pusztulás. Ennek ellenére az ember mindig úrrá lesz a nehézségeken, és – mintha mégis vallásos témájú darab lenne – Ámennel zárul Az .

## Az oratórium szövege

### Tavasz
| Német szöveg | Magyar szöveg |
| DER FRÜHLING | A TAVASZ |
| Nr. 1 Einleitung: Largo – Vivace Die Einleitung stellt den Übergang vom Winter zum Frühling vor. | No.1. Bevezetés és recitativo A télből tavaszba való átmenet bemutatása. |
| SIMON Seht, wie der strenge Winter flieht, zum fernen Pole zieht er hin. Ihm folgt auf seinen Ruf der wilden Stürme brausend Heer, mit gräßlichem Geheul.                                                                                            | SIMON Nézd, a szigorú tél hogy menekül már! A messzi sarkokra húzódik el. Hívását követi a vad viharok rohanó serege, iszonyú üvöltéssel.                                                                                    |
| LUKAS Seht, wie vom schroffen Fels der Schnee in trüben Strömen sich ergießt! | LUKÁCS Nézd, a meredek szikláról a hó zavaros patakokban zúdul alá! |
| HANNE Seht, wie von Süden her, durch laue Winde sanft gelockt, der Frühlingsbote streicht. | HANNA Nézd, Dél felől langyos-lágy szellőtől kísérve a Tavasz Hírnöke száll! |
| Nr. 2 Chor DAS LANDVOLK Komm, holder Lenz! Des Himmels Gabe, komm! Aus ihrem Todesschlaf erwecke die Natur! | No.2. Kórus FALUSI NÉP Jöjj, édes Tavasz, Égi ajándék, jöjj! Halálos álmából ébreszd a Természetet! |
| MÄDCHEN UND WEIBER Es nahet sich der holde Lenz, schon fühlen wir den linden Hauch, bald lebet alles wieder auf. | LÁNYOK ÉS ASSZONYOK Közeleg már az édes tavasz, érezzük enyhítő leheletét, hamarost minden újraéled. |
| DIE MÄNNER Frohlocket ja nicht allzufrüh, oft schleicht, in Nebel eingehüllt, der Winter wohl zurück und streut auf Blüt und Keim sein starres Gift.                                                                                                 | FÉRFIAK Ne örvendjetek túl korán! Gyakran visszaoson a köd leple mögött a Tél s a rügyre és csírákra szórja dermesztő mérgét.                                                                                                |
| ALLE Komm, holder Lenz! Des Himmels Gabe, komm! Auf unsre Fluren senke dich, o komm, holder Lenz, o komm und weile länger nicht. | MIND Jöjj, édes Tavasz, Égi ajándék, jöjj! Szállj le mezőinkre! Jöjj, édes Tavasz, ó jöjj, ne késs tovább! Jöjj! |
| Nr. 3 Rezitativ SIMON Vom Widder strahlet jetzt die helle Sonn auf uns herab. Nun weichen Frost und Dampf und schweben laue Dünst umher; der Erde Busen ist gelöst; erheitert ist die Luft.                                                          | No.3. Recitativo SIMON A Kos csillagképből sugárzik már a fényes Nap reánk. Meghátrál most a fagyos köd és langyos pára leng körül. A Föld keble megkönnyebbül és felvidul a lég.                                            |
| Nr. 4 Arie SIMON Schone eilet froh der Ackersmann zur Arbeit auf das Feld, in langen Furchen schreitet er dem Pfluge flötend nach. In abgemeßnem Gange dann wirft er den Samen aus, den birgt der Acker treu und reift ihn bald zur gold'nen Frucht. | No.4. Ária SIMON Már vígan siet a földműves munkára, ki a földre, a hosszú barázdában lépked fütyörészve az eke mögött. Jól kimérve lépteit szórja szét a magot, mit híven rejt majd a föld és gyorsan arany terméssé érlel. |
| Nr. 5 Rezitativ LUKAS Der Landmann hat sein Werk vollbracht und weder Müh noch Fleiß gespart: Den Lohn erwartet er aus Händen der Natur, und fleht darum den Himmel an.                                                                              | No.5. Recitativo LUKÁCS A paraszt elvégezte dolgát, buzgalommal, fáradsággal. Jutalmát várja hát a Természet kezéből s könyörög érette az Éghez.                                                                             |
| Nr. 6 Terzett und Chor – Bittgesang LUKAS, DANN CHOR Sei nun gnädig, milder Himmel! Öffne dich und träufe Segen über unser Land herab! | No.6. Hármas és kórus – Könyörgő ének LUKÁCS, majd a KÓRUS Légy kegyes, jóságos Ég! Nyílj meg és hullasd áldásod földjeinkre idelenn!/Légy kegyes …                                                                          |
| LUKAS Laß deinen Tau die Erde wässern! | LUKÁCS Öntözze harmatod a földet! |
| SIMON Laß Regenguß die Furchen tränken! | SIMON Hadd igyák be a záporesőt a barázdák! |
| HANNE Laß deine Lüfte wehen sanft, laß deine Sonne scheinen hell! | HANNA Szellőid lágyan lengjenek, Napod ragyogjon fényesen! |
| HANNE, LUKAS, SIMON Uns sprießet Überfluß alsdann, und deiner Güte Dank und Ruhm. | HANNA, LUKÁCS, SIMON Bőség fakadjon, s nyomán hála és dicsőség jóságodért! |
| CHOR Sei nun gnädig, milder Himmel! usw. | KÓRUS Légy kegyes, jóságos Ég! … |
| Nr. 7 Rezitativ HANNE Erhört ist unser Flehn, der laue West erwärmt und füllt die Luft mit feuchten Dünsten an. Sie häufen sich – nun fallen sie und gießen in der Erde Schoß den Schmuck und Reichtum der Natur.                                    | No.7. Recitativo HANNA Meghallgatást nyert imánk, az enyhe Nyugat felmelegíti s elárasztja a levegőt párázó felhőkkel. Felgyülemlik, majd lehull, s megtölti a föld ölét a természet ékességével, gazdagságával.             |
| Nr. 8 Freudenlied mit abwechselndem Chore der Jugend HANNE O wie lieblich ist der Anblick der Gefilde jetzt! Kommt, ihr Mädchen, laßt uns wallen auf der bunten Flur!                                                                                | No.8. Örömdal HANNA Ó, mily kedves a rónák látványa most! Jöjjetek, ti lányok, kószáljunk szerte a tarka mezőn! |
| LUKAS O wie lieblich ist der Anblick der Gefilde jetzt! Kommt, ihr Bursche, laßt uns wallen zu dem grünen Hain! | LUKÁCS Ó, mily kedves a rónák látványa most! Jöjjetek, ti legények, kóboroljunk szerteszét a zöldellő berekben! |
| HANNE, LUKAS O wie lieblich usw. | HANNA, LUKÁCS Ó, mily kedves … |
| HANNE Seht die Lilie, seht die Rose, seht die Blumen all! | HANNA Nézd a liliomot, rózsát, nézz minden virágra! |
| LUKAS Seht die Auen, seht die Wiesen, seht die Felder all! | LUKÁCS Nézd a völgyeket, nézd a réteket, nézd mind a földeket! |
| CHOR O wie lieblich usw. | KÓRUS Ó, mily kedves … |
| HANNE Seht die Erde, seht die Wasser, seht die helle Luft! | HANNA Nézd a földet, nézd a vizeket, nézd a fényes levegőeget! |
| LUKAS Alles lebet, alles schwebet, alles reget sich. | LUKÁCS Minden él, minden lüktet, mindenek örülnek! |
| HANNE Seht die Lämmer, wie sie springen! | HANNA Nézd a bárányokat, mint szökellnek! |
| LUKAS Seht die Fische, welch Gewimmel! | LUKÁCS Nézd a halakat, milyen sürgés! |
| HANNE Seht die Bienen, wie sie schwärmen! | HANNA Nézd, a méhek, hogy rajzanak! |
| LUKAS Seht die Vögel, welch Geflatter! | LUKÁCS Nézd a madarakat, micsoda csattogás! |
| CHOR Alles lebet, usw. | KÓRUS Mind él, minden lüktet, mindenek örülnek. |
| MÄDCHEN Welche Freude, welche Wonne schwellet unser Herz! | LÁNYOK Mily öröm, mily gyönyörűség tölti be szívünket! |
| BURSCHE Süße Triebe, sanfte Reize heben unsre Brust! | LEGÉNYEK Édes ösztön, gyengéd vágyak feszítik keblünket. |
| SIMON Was ihr fühlet, was euch reizet, ist des Schöpfers Hauch. | SIMON Amit éreztek, ami elbűvöl, az a Teremtő lélegzete. |
| CHOR Laßt uns ehren, laßt uns loben, laßt uns preisen ihn! | LÁNYOK, LEGÉNYEK Hadd tiszteljük, hadd dicsérjük, dicsőítsük Őt! |
| MÄNNER Laßt erschallen, ihm zu danken, eure Stimmen hoch! | FÉRFIAK Szárnyaljon fel Őt köszöntve a magasba hangotok! |
| CHOR Es erschallen, ihm zu danken, unsre Stimmen hoch! | KÓRUS Felszárnyal köszöntve Őt a hangunk magasba: örökkévaló, hatalmas, jóságos Isten! |
| Nr. 9 Chor (mit Solisten) CHOR (ALLE) Ewiger, mächtiger, gütiger Gott! | No.9. Kórus (a szólistákkal) KÓRUS (MIND) Örökkévaló, hatalmas, jóságos Isten! |
| HANNE, LUKAS, SIMON Von deinem Segensmahle hast du gelabet uns. | HANNA, LUKÁCS, SIMON A Te áldott táplálékoddal felüdítettél bennünket. |
| MÄNNER Mächtiger Gott! | FÉRFIAK Hatalmas Isten! |
| HANNE, LUKAS, SIMON Vom Strome deiner Freuden hast du getränket uns. Gütiger Gott! | HANNA, LUKÁCS, SIMON Üdvödnek patakjából megitattál bennünket, jóságos Isten! |
| CHOR Ewiger, mächtiger, gütiger Gott! | KÓRUS Örökkévaló, hatalmas, jóságos Isten! |
| SIMON Ewiger! | SIMON Örökkévaló! |
| LUKAS Mächtiger! | LUKÁCS Hatalmas! |
| HANNE Gütiger Gott! | HANNA Jóságos! |
| CHOR Ehre, Lob und Preis sei dir, ewiger, mächtiger, gütiger Gott! | KÓRUS Tisztelet, dicséret, dicsőség néked, örökkévaló, jóságos Istenünk! |

### Nyár
| Német szöveg | Magyar szöveg |
| DER SOMMER | A NYÁR |
| Nr. 10 Rezitativ LUKAS In grauem Schleier rückt heran das sanfte Morgenlicht; mit lahmen Schritten weicht vor ihm die träge Nacht zurück. Zu düstren Höhlen flieht der Leichenvögel blinde Schar; ihr dumpfer Klageton beklemmt das bange Herz nicht mehr. | No.10. Recitativo LUKÁCS Szürke fátyol mögül közeleg a szelíd hajnalfény; sántító léptekkel húzódik vissza előle a lusta éj. Sötét üregébe menekül a vak halálmadár-sereg; fojtott, panaszos hangjuk többé nem nyomasztja már a szorongó szívet. |
| SIMON Des Tages Herold meldet sich; mit scharfem Laute rufet er zu neuer Tätigkeit den ausgeruhten Landmann auf. | SIMON A nappal hírnöke jelenti magát, édes hangon hívja új tevékenységre, munkára a kipihent parasztot. |
| Nr. 11 Arie SIMON Der munt're Hirt versammelt nun die frohen Herden um sich her, zur fetten Weid' auf grünen Höh'n treibet er sie langsam fort. Nach Osten blickend steht er dann, auf seinem Stabe hingelehnt, zu seh'n den ersten Sonnenstrahl, welchem er entgegen harrt. | No.11. Ária SIMON A friss kedvű pásztor maga köré gyűjti a vidám nyájat; dús legelőre, fel a zöldellő magasba tereli őket lassan előre. Kelet felé tekintve áll aztán pásztorbotjára támaszkodva, hogy lássa a nap első sugarát, mit (szemtől szembe) vár. |
| Rezitativ HANNE Die Morgenröte bricht hervor, wie Rauch verflieget das leichte Gewolk, der Himmel pranget im hellen Azur, der Berge Gipfel im feurigen Gold. | Recitativo HANNA A hajnal pírja tör elő, mint füst, száll el a könnyű felhő, fényes azúrban pompázik az ég, s a hegycsúcsok tüzes aranyban. |
| Nr. 12 Terzett und Chor HANNE Sie steigt herauf, die Sonne, sie steigt. | No.12. Hármas és kórus HANNA Ím, felkél a Nap, magasra hág. |
| HANNE, LUKAS Sie naht, sie kommt. | HANNA, LUKÁCS Közeleg, jő. |
| HANNE, LUKAS, SIMON Sie strahlt, sie scheint. | HANNA, LUKÁCS, SIMON Sugárzik, ragyog. |
| CHOR Sie scheint in herrlicher Pracht, in flammender Majestät! Heil! O Sonne, Heil! Des Lichts und Lebens Quelle, Heil! O du des Weltalls Seel und Aug, der Gottheit schönstes Bild! Dich grüßen dankbar wir! | KÓRUS Nagyszerű pompájában ragyog, tündöklő fenséggel! Üdv, ó Nap, üdv! Fény és élet forrása, üdv! Üdv, ó Nap, üdv! Te, a Világmindenség lelke s szeme, az istenség legszebb képe! Téged köszöntünk hálatelten. |
| HANNE, LUKAS, SIMON Wer spricht sie aus, die Freuden alle, die deine Huld in uns erweckt? Wer zählet sie, die Segen alle, die deine Mild auf uns ergießt? | HANNA, LUKÁCS, SIMON Ki mondhatja el mind az örömöt, mit a Te jóságod ébreszt bennünk? Ki sorol fel minden áldást, mit a Te jóságod áraszt reánk? |
| CHOR Die Freuden! O wer spricht sie aus? Die Segen! O wer zählet sie? Wer spricht sie aus? Wer zählet sie, wer? | KÓRUS Az örömöt ki fejezheti ki? Az áldást ki számlálja el? Ki mondja el, sorolja fel? Ki? |
| HANNE Dir danken wir, was uns ergötzt. | HANNA Néked köszönjük, ami gyönyörködtet. |
| LUKAS Dir danken wir, was uns belebt. | LUKÁCS Néked köszönjük, mi éltet minket. |
| SIMON Dir danken wir, was uns erhält. | SIMON Néked köszönjük, mi bennünket megtart. |
| HANNE, LUKAS, SIMON Dem Schöpfer aber danken wir, was deine Kraft vermag. | HANNA, LUKÁCS, SIMON De a Teremtőnek köszönjük, amit a Te erőd tehet! |
| CHOR (MIT SOLISTEN) Heil! O Sonne Heil! Des Lichts und Lebens Quelle, Heil! Dir jauchzen alle Stimmen, dir jauchzet die Natur. | KÓRUS (SZÓLISTÁKKAL) Üdv, ó Nap, üdv! Fény és élet forrása, üdv! Üdv, ó Nap, üdv! Hozzád ujjong minden hang, néked ujjong a természet. |
| Nr. 13 Rezitativ SIMON Nun regt und bewegt sich alles umher; ein buntes Gewühle bedecket die Flur. Dem braunen Schnitter neiget sich der Saaten wallende Flut, die Sense blitzt – da sinkt das Korn. Doch steht es bald und aufgehäuft in festen Garben wieder da. Nr. 14 Rezitativ | No.13. Recitativo SIMON Most minden mindenütt mozgásban van, tarka sokaság lepi el a mezőt. A napbarnított arató lehajlik a vetés hullámzó tengeréhez, a kasza megvillan, dől a gabona, de hamarost halomban áll szoros kévékben újra. |
| LUKAS Die Mittagsonne brennet jetzt in voller Glut und gießt durch die entwölkte Luft ihr mächtiges Feu'r in Strömen herab. Ob den gesengten Flächen schwebt, Im niedern Qualm, ein blendend Meer von Licht und Widerschein. | LUKÁCS A déli Nap éget most teljes hévvel és lezúdítja a felhőtlen légen át, hullámokban, erős tüzét. Mintha a perzselő síkon lebegne alacsonyan hömpölyögve vakító tengere fénynek és visszfénynek. |
| Nr. 14 Kavatine LUKAS Dem Druck erlieget die Natur. Welke Blumen, dürre Wiesen, trockne Quellen, alles zeigt der Hitze Wut, und kraftlos schmachten Mensch und Tier am Boden hingestreckt. | No.14. Kavatina LUKÁCS E nyomás alatt összeroskad a Természet, hervadt virágok, kisült mezők, kiszáradt források mutatják mind a hőség pusztítását s erőtlen sínylődik ember, állat a földre terülve. |
| Nr. 15 Rezitativ HANNE Willkommen jetzt, o dunkler Hain, wo der bejahrten Eiche Dach den kühlenden Schirm gewährt, und wo der schlanken Espe Laub mit leisem Gelispel rauscht! Am weichen Moose rieselt da in heller Flut der Bach, und fröhlich summend irrt und wirrt die bunte Sonnenbrut. Der Kräuter reinen Balsamduft verbreitet Zephirs Hauch, und aus dem nahen Busche tönt des jungen Schäfers Rohr.                                                         | No.15. Recitativo HANNA Üdv néked most, ó árnyas liget, ahol az éltes tölgyek koronája hűvös menedéket nyújt, s hol a karcsú rezgőnyárfa lombja halkan susog és zúg. Ott, szelíd moha közt csörgedez a patak csillogó habja, és vidáman dongva kering, cikázik a tarka nyári rovarhad. A füvek tiszta, balzsamos illatát hozza a zefír lehelete, s a közeli bokorból felhangzik az ifjú pásztor nád sípja. |
| Nr. 16 Arie HANNE Welche Labung für die Sinne! Welch' Erholung für das Herz! Jeden Aderzweig durchströmet, und in jeder Nerve bebt erquickendes Gefühl. Die Seele wachet auf zum reizenden Genuß, und neue Kraft erhebt durch milden Drang die Brust. | No.16. Ária HANNA Mily enyhület az érzékeknek, mily felüdülés a szívnek! Minden vérerecskén keresztül áramlik, minden idegszálat megborzongat a frissítő érzés. A lélek elbűvölő gyönyörűségre ébred, s új erő költözik keblünkbe szelíd vággyal. |
| Nr. 17 Rezitativ SIMON O seht! Es steiget in der schwülen Luft am hohen Saume des Gebirgs von Dampf und Dunst ein fahler Nebel auf. Empor gedrängt, dehnt er sich aus, und hüllet bald den Himmelsraum in schwarzes Dunkel ein. | No.17. Recitativo SIMON Ó, nézd! A tikkasztó légben a hegyek magas pereménél gőzölgő párából fakó felhő kél. Fölfelé húzódik, szétterül s az égi teret gyorsan sötét homályba borítja. |
| LUKAS Hört, wie vom Tal ein dumpf Gebrüll den wilden Sturm verkünd't! Seht, wie von Unheil schwer, die finstre Wolke langsam zieht, und drohend auf die Ebne sinkt! | LUKÁCS Hallod a völgyből a tompa dörgést? A vad vihart hirdeti! Nézd, mily vészteljesen ereszkedik a sötét felhő és lassan, fenyegetőn a síkságra telepszik! |
| HANNE In banger Ahnung stockt das Leben der Natur: Kein Tier, kein Blatt beweget sich, und Todesstille herrscht umher. | HANNA Szorongó sejtelem akasztja meg a Természet életét, sem állat, sem levél nem rezdül, halálos csend uralkodik körös-körül. |
| Nr. 18 Chor CHOR Ach, das Ungewitter naht! Hilf uns, Himmel! O wie der Donner rollt! O wie die Winde toben! Wo fliehn wir hin? Flammende Blitze durchwühlen die Luft; den zackigen Keilen berstet die Wolke, und Güsse stürzen herab. Wo ist Rettung? Wütend rast der Sturm; der weite Himmel entbrennt. Weh uns Armen! Schmetternd krachen Schlag auf Schlag die schweren Donner fürchterlich. Weh uns! Weh uns! Erschüttert wankt die Erde bis in des Meeres Grund. | No.18. Kórus KÓRUS Jaj! A förgeteg közelít. Segíts bennünket, Ég! Ó, hogy dörög a menny, ó, mint tombolnak a szelek! Hová meneküljünk, hová? Tüzes villámok szaggatják a levegőt, cikázó hegyüktől kihasad a felhő és zápor zuhog alá. Hol van menedék? Bőszülten őrjöng a vihar, Ég, segíts meg minket! A tágas ég kigyúl. Hol van menekvés? Jaj nekünk, szegényeknek! Harsogva dörren csapás csapásra. Hol a menekvés? A borzasztó mennydörgés iszonyatos. Jaj nekünk, segíts minket, ó Ég! Jaj! Rázkódva inog a föld egészen a tenger medréig… Jaj nekünk! Segíts minket, Ég!… Hol van menedék? |
| Nr. 19 Terzett und Chor LUKAS Die düstren Wolken trennen sich; gestillet ist der Stürme Wut. | No.19. Hármas és kórus LUKÁCS A sötét felhő szétoszlik, lecsillapul a vihar dühe. |
| HANNE Vor ihrem Untergange blickt noch die Sonn' empor, und vor dem letzten Strahle glänzt mit Perlenschmuck geziert die Flur. | HANNA Lenyugvás előtt felbukkan még egyszer a Nap, s utolsó sugarától ragyog a vízcseppek gyöngyével ékes mező. |
| SIMON Zum langgewohnten Stalle kehrt gesättigt und erfrischt das fette Rind zurück. | SIMON Jól ismert istállójába tér vissza jóllakottan, felfrissülten a kövér marha. |
| LUKAS Dem Gatten ruft die Wachtel schon. | LUKÁCS Párját hívogatja már a fürj. |
| HANNE Im Grase zirpt die Grille froh. | HANNA A fűben ciripel a tücsök vidáman. |
| SIMON Und aus dem Sumpfe quakt der Frosch. | SIMON S a mocsárban kuruttyol a béka. |
| LUKAS, HANNE, SIMON Die Abendglocke tönt. Von oben winkt der helle Stern und ladet uns zur sanften Ruh. | LUKÁCS, HANNA, SIMON Estharang kondul. Felülről int egy fényes csillag s édes pihenésre szólít. |
| MÄNNER Mädchen, Bursche, Weiber, kommt! Unser wartet süßer Schlaf; wie reines Herz, gesunder Leib und Tagesarbeit ihn gewährt. | FÉRFIAK Lányok, legények, asszonyok, gyertek! Édes alvás vár reánk, mit a tiszta szív, az egészséges test s a jól végzett napi munka szavatol. |
| FRAUEN Wir gehn, wir gehn, wir folgen euch. | ASSZONYOK Megyünk, követünk benneteket. |
| CHOR (ALLE) Die Abendglocke hat getönt. Von oben winkt der helle Stern, usw. | KÓRUS (MIND) Már megkondult az estharang, felülről int egy szépséges csillag s édes pihenésre szólít… |

### Ősz
| Német szöveg | Magyar szöveg |
| DER HERBST | AZ ŐSZ |
| Nr. 20 Einleitung: Allegretto | No.20. Bevezetés: Allegretto |
| Rezitativ HANNE Was durch seine Blüte der Lenz zuerst versprach, was durch seine Wärme der Sommer reifen hieß, zeigt der Herbst in Fülle dem frohen Landmann jetzt. | Recitativo HANNA Mit virágai által a Tavasz ígért elébb, mit melegével a Nyár megérlelt, az most az ősz teljességében mutatkozik meg a vidám falusi előtt. |
| Nr. 21 Rezitativ LUKAS Den reichen Vorrat fährt er nun auf hochbeladnen Wagen ein. Kaum faßt der weiten Scheune Raum, was ihm sein Feld hervorgebracht. | No.21. Recitativo LUKÁCS A gazdag termést szállítja hát magasra rakott szekerén. Alig fér a tágas csűrbe mit földjéről betakarított. |
| SIMON Sein heitres Auge blickt umher, es mißt den aufgetürmten Segen ab, und Freude strömt in seine Brust. | SIMON Vidám szemmel néz körül, felmérve a felhalmozott áldást, és az öröm szétárad keblében. |
| Nr. 22 Terzett mit Chor SIMON So lohnet die Natur den Fleiß; ihn ruft, ihn lacht sie an, ihn muntert sie durch Hoffnung auf, ihm steht sie willig bei; ihm wirket sie mit voller Kraft. | No.22. Hármas és kórus SIMON Így jutalmazza a Természet a szorgalmat. Hívja, reá nevet, reménnyel tartja ébren, mellette áll készségesen, néki munkál teljes erővel. |
| HANNE, LUKAS Von dir, o Fleiß, kommt alles Heil. Die Hütte, die uns schirmt, die Wolle, die uns deckt, die Speise, die uns nährt, ist deine Gab', ist dein Geschenk. | HANNA, LUKÁCS Tőled jő, ó Szorgosság, minden jó: a kunyhó, mi véd bennünket, a gyapjú, mi befedi tagjainkat, az élelem, mi táplál minket, a te adományod, a te ajándékod. |
| HANNE, LUKAS, SIMON O Fleiß, o edler Fleiß! Von dir kommt alles Heil. | HANNA, LUKÁCS, SIMON Ó, szorgalom, nemes munka, tőled jő minden jó. |
| HANNE Du flößest Tugend ein, und rohe Sitten milderst du. | HANNA Te ösztönzöl az erényre és finomítod a durva szokást. |
| LUKAS Du wehrest Laster ab und reinigest der Menschen Herz. | LUKÁCS Te gátolod a bűnt s megtisztítod az ember szívét. |
| SIMON Du stärkest Mut und Sinn zum Guten und zu jeder Pflicht. | SIMON Te bátorítod a gondolkodást a jóra és kötelességtudásra. |
| HANNE, LUKAS, SIMON UND CHOR O Fleiß, o edler Fleiß, usw. | HANNA, LUKÁCS, SIMON és KÓRUS Ó, szorgalom, nemes munka… |
| Nr. 23 Rezitativ HANNE Seht, wie zum Haselbusche dort die rasche Jugend eilt! An jedem Aste schwinget sich der Kleinen lose Schar, und der bewegten Staud' entstürzt gleich Hagelschau'r die lock're Frucht. | No.23. Recitativo HANNA Nézd, ott a mogyoróbokrok közt hogy futkos a fürge gyermeknép! Minden ágra felcsimpaszkodik a kicsinyek pajkos serege, a megterhelt ág leszakad, mint jégesőtől az érett gyümölcs. |
| SIMON Hier klimmt der junge Bau'r den hohen Stamm entlang, die Leiter flink hinauf. Vom Wipfel, der ihn deckt, sieht er sein Liebchen nahn, und ihrem Tritt entgegen fliegt dann in trautem Scherze die runde Nuß herab. | SIMON Itt kúszik egy parasztfiú a fatörzs magasába fürgén fel a létrán. A csúcsról, hol rejtőzik, látja, hogy kedvese közeleg, s lába elé hajít –pajtási tréfaként – egy kerek diót. |
| LUKAS Im Garten stehn um jeden Baum die Mädchen groß und klein, dem Obste, das sie klauben, an frischer Farbe gleich. | LUKÁCS A kertben minden fa körül lányok állanak, nagyok és kicsik, s mit szednek: a gyümölcsnek friss színéhez hasonlítanak. |
| Nr. 24 Duett LUKAS Ihr Schönen aus der Stadt, kommt her! Blickt an die Tochter der Natur, die weder Putz noch Schminke ziert. Da seht mein Hannchen, seht! Ihr blüht Gesundheit auf den Wangen; im Auge lacht Zufriedenheit, und aus dem Munde spricht das Herz, wenn sie mir Liebe schwört. | No.24. Duett LUKÁCS Ti városi szépek, ide jöjjetek! Nézzétek a Természet leányát, kit kenőcs, sem festék nem díszít! Nézzétek az én Hannácskámat, nézzétek! Ti szépségek, jöjjetek, nézzétek a Természet leányát … Az egészségtől virul az orcája, szemében az elégedettség nevet, és ajkáról szíve szól, ha nékem szerelmet fogad. |
| HANNE Ihr Herrchen süß und fein, bleibt weg! Hier schwinden eure Künste ganz, und glatte Worte wirken nicht; man gibt euch kein Gehör. Nicht Gold, nicht Pracht kann uns verblenden, ein redlich Herz ist, was uns rührt; und meine Wünsche sind erfüllt, wenn treu mir Lukas ist. | HANNA Ti fiatal urak, kedvesek, finomak, el innen! Itt felsültök a jó modorotokkal, a sima szó itt mit sem ér, meg sem hallgatnak benneteket. Ti uracskák, édesek, el innen! itt felsültök … Sem arany, sem pompa el nem ámíthat minket, a becsületes szív az, mi bennünket megindít. Az én vágyaim is beteljesüljenek, ha Lukács hűséges hozzám. |
| LUKAS Blätter fallen ab, Früchte welken hin, Tag und Jahr vergeh'n, nur meine Liebe nicht. | LUKÁCS A levél hullik, a gyümölcs elszárad, nap és év száll tova, csak szerelmem soha. |
| HANNE Schöner grünt das Blatt, süßer schmeckt die Frucht, heller glänzt der Tag, wenn deine Liebe spricht. | HANNA Szebben zöldell a levél, édesebb illatú a gyümölcs, fényesebben ragyog a Nap, ha szerelmed beszél. |
| LUKAS, HANNE Welch ein Glück ist treue Liebe! Unsre Herzen sind vereinet, trennen kann sie Tod allein. | LUKÁCS, HANNAMily boldogság a hű szerelem! Ha szívünk egyesül, a halál választhat el csupán. Mily boldogság … |
| LUKAS Liebstes Hannchen! | LUKÁCS Drága Hannácska! |
| HANNE Bester Lukas! | HANNA Édes Lukács! |
| HANNE, LUKAS Lieben und geliebet werden, ist der Freuden höchster Gipfel, ist des Lebens Wonn' und Glück! | HANNA, LUKÁCSSzeretni és szerettetni az öröm legmagasabb foka, az élet gyönyöre és boldogsága. Szeretni és szerettetni … |
| Nr. 25 Rezitativ SIMON Nun zeiget das entblößte Feld der ungebetnen Gäste Zahl, die an den Halmen Nahrung fand und irrend jetzt sie weitersucht. Des kleinen Raubes klaget nicht der Landmann, der ihn kaum bemerkt; dem Übermaße wünscht er doch nicht ausgestellt zu sein. Was ihn dagegen sichern mag, sieht er als Wohltat an, und willig fröhnt er dann zur Jagd, die seinen guten Herrn ergötzt.                                                                                       | No.25. Recitativo SIMON A letarolt mezőn most megjelenik a hívatlan vendégsereg, mely a gabonában eleséget talált és most kóborolva keres tovább. A kis rablókat nem panaszolja a paraszt, alig veszi észre őket, de a nagyját nem tűri, hogy elszaporodjon. Bármit, mi biztonságot nyújt ellenük, jótéteménynek lát, és készséggel szolgál a vadászatnál, mi jó urának szórakozást ád.                                                                                        |
| Nr. 26 Arie SIMON Seht auf die breiten Wiesen hin! Seht, wie der Hund im Grase streift! Am Boden suchet er die Spur und geht ihr unablässig nach. Jetzt aber reißt Begierd' ihn fort; er horcht auf Ruf und Stimme nicht mehr; er eilet zu haschen – da stockt sein Lauf und steht er unbewegt wie Stein. Dem nahen Feinde zu entgehn erhebt der scheue Vogel sich; doch rettet ihn nicht schneller Flug. Es blitzt, es knallt, ihn erreichet das Blei und wirft ihn tot aus der Luft herab. | No.26. Ária SIMON Nézz szét a széles mezőkön! Nézd az ebet, hogy szimatol a fűben! A talajon nyomot keres és megy utána fáradhatatlanul. Nézd az ebet … De most az ösztön űzi már, nem figyel többé a hívó hangra. Előrevágtat, majd megáll futtában és moccanatlan, mint a kő. Hogy a közelgő ellenséget elkerülje, felrebben a félénk madár, de nem szabadítja meg gyors röpte: egy villanás, egy csattanás, eléri őt az ólom, és holtan veti a légből alá. Hogy a közelgő … |
| Nr. 27 Rezitativ LUKAS Hier treibt ein dichter Kreis die Hasen aus dem Lager auf. Von allen Seiten hergedrängt, hilft ihnen keine Flucht. Schon fallen sie und liegen bald in Reihen freudig hingezählt. | No.27. Recitativo LUKÁCS Íme, itt e népes csapat űzi ki a nyulakat vackukból. Minden oldalról szorongatva, mit sem segít rajtuk a futás. Már felbuknak s hamarosan sorba fektetik őket vidám számlálás közben. |
| Nr. 28 Chor des Landvolks und der Jäger MÄNNER Hört, hört das laute Getön, das dort im Walde klinget! | No.28. Kórus, falusi nép és vadász FÉRFIAK Hallod a harsány lármát, mi felveri az erdőt! |
| FRAUEN Welch ein lautes Getön durchklingt den ganzen Wald! | ASSZONYOK Micsoda harsány lárma hangzik szerte az erdőben! |
| ALLE Es ist der gellenden Hörner Schall, der gierigen Hunde Gebelle. | MIND A zengő kürtök hangja az, s a mohó kutyák ugatása. |
| MÄNNER Schon flieht der aufgesprengte Hirsch; ihm rennen die Doggen und Reiter nach. | FÉRFIAK Már fut a felugrasztott szarvas, vágtatnak az ebek s lovasok utána. |
| ALLE Er flieht, er flieht. O wie er sich streckt! Ihm rennen die Doggen und Reiter nach. O wie er springt! O wie er streckt! Da bricht er aus den Gesträuchen hervor und läuft über Feld in das Dickicht hinein. | MIND Menekül, menekül! Ó, hogy kinyúl a teste, vágtatnak az ebek s lovasok utána. Ó, hogy ugrik, szinte kinyúlik! Kitör a cserjéből s a mezőn át a sűrű bozótba száguld. |
| MÄNNER Jetzt hat er die Hunde getäuscht; zerstreuet schwärmen sie umher. | 'FÉRFIAK Most a kutyákat megtévesztette, azok szétszóródva loholnak szerte. |
| ALLE Die Hunde sind zerstreut; sie schwärmen hin und her. | MIND A kutyák szétszóródva szanaszét kóborolnak. |
| DIE JÄGER Tajo, tajo, tajo! | VADÁSZ Halihó, halihó! |
| MÄNNER Der Jäger Ruf, der Hörner Klang versammelt aufs neue sie. | FÉRFIAK A vadász hívójele, a kürtök hangja újból összegyűjti őket. |
| DIE JÄGER Ho, ho, ho! Tajo! Ho, ho! | VADÁSZ Halihó, halihó! |
| MÄNNER UND FRAUEN Mit doppeltem Eifer stürzet nun der Haufe vereint auf die Fährte los. | FÉRFIAK, ASSZONYOK Kettőzött buzgalommal veti magát a falka együttesen a nyomra. |
| DIE JÄGER Tajo! Tajo! Tajo! | VADÁSZ Halihó, halihó! |
| FRAUEN Von seinen Feinden eingeholt, an Mut und Kräften ganz erschöpft, erlieget nun das schnelle Tier. | ASSZONYOK Ellenségeitől befogva bátorságát s erejét teljesen kimerítve fekszik immár a gyors vad. |
| MÄNNER Sein nahes Ende kündigt an des tönenden Erzes Jubellied, der freudigen Jäger Siegeslaut: | FÉRFIAK Közelgő végét jelzi az érchangú kürtök ünneplő dala, az örvendő vadászok győzelemittas hangja. |
| DIE JÄGER Halali! Halali! Halali! | VADÁSZ Halihó, halihó! |
| FRAUEN Den Tod des Hirsches kündigt an des tönenden Erzes Jubellied, der freudigen Jäger Siegeslaut: | ASSZONYOK A szarvas halálát hirdeti az érces hangok ünneplő dala s az örvendő vadászok győztes hangja: |
| ALLE Halali! Halali! Halali! | MIND Halihó, halihó! |
| Nr. 29 Rezitativ HANNE Am Rebenstocke blinket jetzt die helle Traub' in vollem Safte und ruft dem Winzer freundlich zu, daß er zu lesen sie nicht weile. | No.29. Recitativo HANNA A szőlőtőkén megcsillannak a fényes, dúslevelű fürtök, nyájasan hívják a vincellért: ne késlekedjék a szürettel! |
| SIMON Schon werden Kuf und Faß zum Hügel hingebracht, und aus den Hütten strömet zum frohen Tagewerke das muntre Volk herbei. | SIMON Már a rocskát, hordót mind felhozták, ide a hegyoldalba, a kunyhókból özönlik a vidám napi munkára a jókedvű nép. |
| HANNE Seht, wie den Berg hinan von Menschen alles wimmelt! Hört, wie der Freudenton von jeder Seit' erschallet. | HANNA Nézd, amott a dombon mint nyüzsög a sok ember! Hallod az öröm hangjait zengeni mindenfelől? |
| LUKAS Die Arbeit fördert lachender Scherz vom Morgen bis zum Abend hin, und dann erhebt der brausende Most die Fröhligkeit zum Lustgeschrei. | LUKÁCS Mulattató tréfa serkenti a munkát reggeltől estelig, s a pezsgő must a vidámságot örömkiáltásokig fokozza. |
| Nr. 30 Chor ALLE Juchhe! Juchhe! Der Wein ist da, die Tonnen sind gefüllt, nun laßt uns fröhlich sein, und Juchhe! Juchhe! Juch! aus vollem Halse schrein. | No.30. Kórus MIND Ihaj, csuhaj! Itt a bor! A hordó már teli, legyünk vidámak, ihaj, csuhaj, teli torokból kiabáljunk! |
| MÄNNER Laßt uns trinken! Trinket, Brüder, laßt uns fröhlich sein! | FÉRFIAK Legyünk most vidámak … Igyunk, igyatok testvérek, legyünk vidámak! |
| FRAUEN Laßt uns singen! Singet alle! Laßt uns fröhlich sein! | ASSZONYOK Énekeljünk, mindenki daloljon, legyünk vidámak! |
| ALLE Juchhe! Juchhe! Juch! Es lebe der Wein! | MIND Ihaj, csuhaj, éljen a bor! |
| MÄNNER Es lebe das Land, wo er uns reift! Es lebe das Faß, das ihn verwahrt! Es lebe der Krug, woraus er fließt! | FÉRFIAK Éljen a talaj, amiben megérik! Éljen a hordó, mely megóvja! Éljen a kancsó, miből kiöntik! |
| ALLE Juchhe! Juch! Es lebe der Wein! | MIND Ihaj, csuhaj, éljen a bor! |
| MÄNNER Kommt, ihr Brüder! Füllt die Kannen, leert die Becher! Laßt uns fröhlich sein! | FÉRFIAK Jöjjetek testvérek, töltsétek meg a kancsót, hajtsátok fel a pohárból, legyünk vidámak! |
| ALLE Heida! Laßt uns fröhlich sein und Juchhe! Juchhe! Juch! aus vollem Halse schrein. Juchhe! Juch! Juch! Es lebe der Wein! | MIND Hejehuja, legyünk vidámak! Ihaj, csuhaj, teli torokból Ihajja, éljen a bor! |
| FRAUEN Nun tönen die Pfeifen und wirbelt die Trommel. Hier kreischet die Fiedel, da schnarret die Leier, und dudelt der Bock. | ASSZONYOK Már szólnak a sípok és pereg a dob. Itt nyekereg a hegedű, ott peng egy citera, és szól, szól a duda. |
| MÄNNER Schon hüpfen die Kleinen und springen die Knaben, dort fliegen die Mädchen, im Arme der Bursche, den ländlichen Reihn. | FÉRFIAK Már bucskáznak a kicsinyek, ugrálnak a fiúk, repülnek a lányok a legény karjába, a falusi körtáncba. |
| FRAUEN Heisa, hopsa, laßt uns hüpfen! | ASSZONYOK Hej hopp! Ugráljunk! |
| MÄNNER Ihr Brüder, kommt! | FÉRFIAK Gyertek, testvérek! |
| FRAUEN Heisa, hopsa, laßt uns springen! | ASSZONYOK Hej, hopp, ugorjunk! |
| MÄNNER Die Kannen füllt! | FÉRFIAK A kancsókat töltsd meg! |
| FRAUEN Heisa, hopsa, laßt uns tanzen! | ASSZONYOK Csuhaj! Táncoljunk! |
| MÄNNER Die Becher leert! | FÉRFIAK Hajtsd fel a poharat! |
| ALLE Heida! Laßt uns fröhlich sein, usw. | MIND Sej, haj, Legyünk vidámak! … |
| MÄNNER Jauchzet, lärmet, springet, tanzet, lachet, singet! Nun fassen wir den letzten Krug! | FÉRFIAK Ihaj, csuhaj, sejehaj! Ragadjuk meg az utolsó kancsót, hej-hopp! |
| ALLE Und singen dann im vollen Chor dem freudenreichen Rebensaft: Heisa, hei! Juchhe! Juch! Heisasa! Juch! Es lebe der Wein, der edle Wein, der Grillen und Harm verscheucht! Sein Lob ertöne laut und hoch in tausendfachem Jubelschal! Heida, laßt uns fröhlich sein und Juchhe! Juchhe! Juch! aus vollem Halse schrein. | MIND És énekeljük meg mindnyájan, kórusban, az örömöt adó szőlő levét! Hej hopp, ihajja! Éljen a bor! A nemes bor, mely elűzi a hóbortot és a bánatot! A dicsérete hangosan, fennen zengjen, ezrek ünneplő hangján! Hej, haj, vidáman legyünk és ihaj, csuhaj, teli torokból kiáltozzunk! Hej! |

### Tél
| Német szöveg | Magyar szöveg |
| DER WINTER | A TÉL |
| Nr. 31 Einleitung: Adagio, ma non troppo | No.31. Bevezetés: Adagio, ma non troppo |
| Nr. 32 Rezitativ SIMON Nun senket sich das blasse Jahr und fallen Dünste kalt herab. Die Berg' umhüllt ein grauer Dampf, der endlich auch die Flächen drückt, und am Mittage selbst der Sonne matten Strahl verschlingt. | No.32. Recitativo SIMON Hanyatlik már a sápadt esztendő, nedves hideg száll alá. A hegy szürke ködbe burkolózik, mely végül a síkot is ellepi, és még a déli nap halvány sugara sem oszlatja szét. |
| HANNE Aus Lapplands Höhlen schreitet her der stürmisch düstre Winter jetzt. Vor seinem Tritt erstarrt in banger Stille die Natur. | HANNA Lappföld jégbarlangjaiból kilép most a viharos komor Tél. S lába nyomán megdermed szorongó csöndben a természet. |
| Nr. 33 Kavatine HANNE Licht und Leben sind geschwächet, Wärm' und Freude sind verschwunden. Unmutsvollen Tagen folget schwarzer Nächte lange Dauer. | No.33. Kavatina HANNA Fény és élet elhalványul, Melegség, öröm elillan. Kedvetlen napok követik a fekete éjszakát hosszú időn át … |
| Nr. 34 Rezitativ LUKAS Gefesselt steht der breite See, gehemmt in seinem Laufe der Strom. Im Sturze von türmenden Felsen hängt gestockt und stumm der Wasserfall. Im dürren Haine tönt kein Laut. Die Felder deckt, die Täler füllt ein' ungeheure Flockenlast. Der Erde Bild ist nun ein Grab, wo Kraft und Reiz erstorben liegt, wo Leichenfarbe traurig herrscht, und wo dem Blicke weit umher nur öde Wüstenei sich zeigt. | No.34. Recitativo LUKÁCS A parthoz bilincsleve a tágas tó, lebéklyózva a folyó árama.A tornyosuló szikláról zuhantában függve marad a néma vízesés. A hervadt ligetben semmi hang. A földeket beborítja, a völgyeket betölti a hatalmas hótömeg. A föld arca, mint egy sír, miben erő és vonzás holtan hever, hol szomorú halálszín az úr, s hol a tekintet előtt körös-körül csak a kietlen pusztaság mutatkozik. |
| Nr. 35 Arie LUKAS Hier steht der Wand'rer nun verwirrt und zweifelhaft, wohin den Schritt er lenken soll. Vergebens suchet er den Weg; ihn leitet weder Pfad noch Spur. Vergebens strenget er sich an, und watet durch den tiefen Schnee, er find't sich immer mehr verirrt. Jetzt sinket ihm der Mut, und Angst beklemmt sein Herz, da er den Tag sich neigen sieht, und Müdigkeit und Frost ihm alle Glieder lähmt. Doch plötzlich trifft sein spähend Aug' der Schimmer eines nahen Lichts. Da lebt er wieder auf; vor Freuden pocht sein Herz. Er geht, er eilt der Hütte zu, wo starr und matt er Labung hofft. | No.35. Ária LUKÁCS Itt áll a vándor most zavarodottan s kétségek között: merre irányítsa a lépteit? Hiába keresi az utat, sem ösvény, se nyom nem vezeti őt. Hiába biztatja magát s gázol keresztül a mély havon; csak egyre inkább tévelyeg. Elhagyja már a bátorsága, és szorongás markolja meg szívét, ahogy a nappalt fogyni látja és fáradtság és fagy bénítja minden tagját. Elhagyja már a bátorsága, szorongás markolja meg szívét, de hirtelen fürkésző szemébe villan a közeli fény. Újraéled szinte, az örömtől dobban a szíve. Megy, siet a kunyhó felé, ahol, átfagyottan és erőtlenül, felfrissülést remél. Szinte újraéled … |
| Nr. 36 Rezitativ LUKAS So wie er naht, schallt in sein Ohr. durch heulende Winde nur erst geschreckt, heller Stimmen lauter Klang. | No.36. Recitativo LUKÁCS Ahogy közeledik, fülébe hangzik az üvöltő szélen át, mi előbb rémisztette meg: fényes hangok tiszta csengése. |
| HANNE Die warme Stube zeigt ihm dann des Dörfchens Nachbarschaft, vereint in trautem Kreise, den Abend zu verkürzen mit leichter Arbeit und Gespräch. | HANNA A meleg szobában találja bent a falucska szomszédoló népét meghitt körben együtt, hogy megrövidítsék az estét könnyebb munkával és beszélgetéssel. |
| SIMON Am Ofen schwatzen hier von ihrer Jugendzeit die Väter; zu Körb und Reusen flicht die Weidengert und Netze strickt der Söhne munt'rer Haufe dort. Am Rocken spinnen die Mütter, am laufenden Rade die Töchter; und ihren Fleiß belebt ein ungekünstelt frohes Lied. | SIMON A kemencénél mesélgetnek ifjúkorukról az apák, a kosarakhoz és varsákhoz fon fűzfavesszőt és hálót csomóz az ifjúság vidám csoportban. A rokkákon fonnak az anyák, a pergő keréknél a lányok, s mind a szorgoskodást serkenti egy mesterkéletlen, jókedvű dal. |
| Nr. 37 Lied mit Chor FRAUEN UND MÄDCHEN Knurre, schnurre, knurre, schnurre, Rädchen schnurre! | No.37. Dal és kórus ASSZONYOK ÉS LÁNYOK Berregj, surrogj, berregj, kis kerekünk, berregj! |
| HANNE Drille, Rädchen, lang und fein, drille fein ein Fädelein mir zum Busenschleier! | HANNA Fonjál, kis kerék, hosszút és finomat, fonjál finom fonalat nékem egy mellkendőre! |
| FRAUEN UND MÄDCHEN Knurre, schnurre, usw. | ASSZONYOK ÉS LÁNYOK Berregj, surrogj… |
| HANNE Weber, webe zart und fein, webe fein das Schleierlein mir zur Kirmesfeier. | HANNA Takács, szőjj lágyat és finomat, sződd meg finoman fátylamat, nékem lesz, ünneplőre! |
| FRAUEN UND MÄDCHEN Knurre, schnurre, usw. | ASSZONYOK ÉS LÁNYOK Berregj, surrogj… |
| HANNE Außen blank und innen rein muß des Mädchens Busen sein, wohl deckt ihn der Schleier. | HANNA Kívül szépséges, bévül tiszta legyen a leány keble, fedje azt el a fátyol! |
| FRAUEN UND MÄDCHEN Knurre, schnurre, usw. | ASSZONYOK ÉS LÁNYOK Berregj, surrogj… |
| HANNE Außen blank und innen rein, fleißig, fromm und sittsam sein, locket wackre Freier. | HANNA Kívül szépséges, bévül tiszta, szorgos, csinos, illedelmes – így vonzza majd a derék kérőt. |
| CHOR (ALLE) Außen blank und innen rein, usw. | KÓRUS (MIND) Kívül szépséges… |
| Nr. 38 Rezitativ LUKAS Abgesponnen ist der Flachs, nun stehn die Räder still. Da wird der Kreis verengt und von dem Männervolk umringt, zu horchen auf die neue Mär, die Hanne jetzt erzählen wird. | No.38. Recitativo LUKÁCS Megszőve mind a len, elcsendesedtek a kerekek. A kört szűkebbre vonják, még a férfinép is körbeáll, hogy hallja az új mesét, mit Hanna most elmond. |
| Nr. 39 Lied mit Chor HANNE Ein Mädchen, das auf Ehre hielt, liebt' einst ein Edelmann; da er schon längst auf sie gezielt, traf er allein sie an. Er stieg sogleich vom Pferd und sprach: Komm, küsse deinen Herrn! Sie rief vor Angst und Schrecken: Ach! Ach ja, von Herzen gern. | No.39. Dal és kórus HANNA Egy leányt – ki adott a tisztességre – megszeretett egykor egy nemesember. Már hosszú ideje vágyott rá, midőn egyedül lelte egyszer. Leszállott nyomban lováról s így szólt: jöjj, csókot adj uradnak! A lány félve, rettegve így kiáltott: Ah! Ó igen, szívből, szívesen. |
| CHOR Ei, ei, warum nicht nein? | KÓRUS Ej, ej, hát miért nem mondott nemet? |
| HANNE Sei ruhig, sprach er, liebes Kind, und schenke mir dein Herz; denn meine Lieb' ist treu gesinnt, nicht Leichtsinn oder Scherz. Dich mach ich glücklich: nimm dies Geld, den Ring, die goldne Uhr! Und hab ich sonst, was dir gefällt, o sag's und fordre nur! | HANNA Légy nyugodt – szól a férfi – kedves gyermekem! Add nékem a szíved! Mert a szerelmem őszinte, nem könnyelmű tréfa csak. Boldoggá teszlek, fogd e pénzt, a gyűrűt és aranyórát, és bármi egyebet, mi tetszik neked – csak szólj és kívánj! |
| CHOR Ei, ei, das klingt recht fein! | KÓRUS Ej, ej, ez egészen jól hangzik! |
| HANNE Nein, sagt sie, das wär viel gewagt, mein Bruder möcht es sehn, und wenn er's meinem Vater sagt, wie wird mir's dann ergehn? Er ackert uns hier allzunah … Sonst könnt es wohl geschehn. Schaut nur, von jenem Hügel da könnt Ihr ihn ackern sehn. | HANNA Nem – felelt ő – az túl merész dolog lenne, a bátyám megláthatná, s ha apámnak elmondaná, mi lenne velem? Itt szánt ő, egészen közelben … Más különben könnyen megeshetne … Nézze csak meg, onnan a dombról, láthatja őt, amint szánt! |
| CHOR Ho, ho, was soll das sein? | KÓRUS Hohó! Ez mit jelentsen? |
| HANNE Indem der Junker geht und sieht, schwingt sich das lose Kind auf seinen Rappen und entflieht geschwinder als der Wind. Lebt wohl, rief sie, mein gnädger Herr! So räch ich meine Schmach. Ganz eingewurzelt stehet er und gafft ihr staunend nach. | HANNA Míg a nemes úr ment, hogy nézze, a pajkos lányka felugrott a fekete paripára és elmenekült gyorsabban a szélnél: Isten áldja – így kiált -nagyságos uram! Ez a bosszúm, mert könnyű prédának hitt. Gyökeret eresztve állott ott az úr, és csodálkozva bámult utána … |
| CHOR Ha, ha, das war recht fein. | KÓRUS Haha, jól megjárta, ha-ha-ha! |
| Nr. 40 Rezitativ SIMON Vom dürren Osten dringt ein scharfer Eishauch jetzt hervor. Schneidend fährt er durch die Luft, verzehret jeden Dunst und hascht des Tieres Odem selbst. Des grimmigen Tyranns, des Winters Sieg ist nun vollbracht, und stummer Schrecken drückt den ganzen Umfang der Natur. | No.40. Recitativo SIMON A kopár keletről éles, jeges lehelet hatol ide. Keresztülhasítva a légen, minden ködöt szerteszór, s felkapja az állatok gőzös leheletét is. Az ádáz zsarnoknak, a Télnek győzelme most beteljesült, s néma rettenet szorítja mindenestől a természetet. |
| Nr. 41 Arie SIMON Erblicke hier, betörter Mensch, erblicke deines Lebens Bild. Verblühet ist dein kurzer Lenz, erschöpfet deines Sommers Kraft. Schon welkt dein Herbst dem Alter zu, schon naht der bleiche Winter sich und zeiget dir das offne Grab. Wo sind sie nun, die hoh'n Entwürfe, die Hoffnungen vom Glück, die Sucht nach eitlem Ruhme, der Sorgen schwere Last? Wo sind sie nun, die Wonnetage, verschweigt in Üppigkeit? Und wo die frohen Nächte, im Taümel durchgewacht? Verschwunden sind sie wie ein Traum. Nur Tugend bleibt.                                                                     | No.41. Ária SIMON Tekints ide, megszédült ember, tekintsd meg élted képeit! Elvirágzott rövid Tavaszod, kimerült Nyaradnak ereje. Hervad már Őszöd az aggkor felé; És közeleg a sápadt Tél, mutatja néked megnyíló sírodat. Hol vannak most a magasröptű tervek, a boldogság reménye, a vágy a hiú dicsőség után, s a gondok súlyos terhe? Hol vannak hát az öröm napjai, a buja bőségben dúskálók? És hol a vidám éjek, a mámorban átvirrasztottak? Hol vannak hát? Hol? Elillantak, mint az álom. Ami megmaradt: csak az Erény. |
| Nr. 42 Rezitativ SIMON Die bleibt allein und leitet uns, unwandelbar, durch Zeit und Jahreswechsel, durch Jammer oder Freude bis zu dem höchsten Ziele hin. | No.42. Recitativo Ő marad csak s vezet minket, változatlan az időn s az évek forgásán át, bánaton és örömön keresztül, a legnagyobb célig. SIMON |
| Nr. 43 Terzett und Doppelchor SIMON Dann bricht der große Morgen an, der Allmacht zweites Wort erweckt zum neuen Dasein uns, von Pein und Tod auf immer frei. | No.43. Hármas és kettős kórus SIMON S akkor hasad a fenséges hajnal! A Mindenható második szava ébreszt új életre minket, fájdalomtól és haláltól örökre szabadon. |
| LUKAS, SIMON Die Himmelspforten öffnen sich, der heil'ge Berg erscheint. Ihn krönt des Herren Zelt, wo Ruh und Friede thront. | LUKÁCS, SIMON Megnyílnak a mennyeknek kapui, a szent hegy föltűnik, azt koronázza az Úrnak sátora, hol nyugalom és béke trónol. |
| ERSTER CHOR Wer darf durch diese Pforten gehn? | I. KÓRUS Ki merészelhet e kapukon belépni? |
| HANNE, LUKAS, SIMON Der Arges mied und Gutes tat. | HANNA, LUKÁCS, SIMON Ki a Rosszat elkerülte s Jót cselekedett. |
| ZWEITER CHOR Wer darf besteigen diesen Berg? | II. KÓRUS Ki hághat fel a szent hegyre? |
| HANNE, LUKAS, SIMON Von dessen Lippen Wahrheit floß. | HANNA, LUKÁCS, SIMON Kinek ajkáról Igazság fakadt. |
| ERSTER CHOR Wer darf in diesem Zelte wohnen? | I. KÓRUS Ki fog e sátorban lakozni? |
| HANNE, LUKAS, SIMON Der Armen und Bedrängten half. | HANNA, LUKÁCS, SIMON Ki a szegényeket és megszorultakat segítette. |
| ZWEITER CHOR Wer wird den Frieden dort genießen? | II. KÓRUS Ki fogja ott a békét élvezni? |
| HANNE, LUKAS, SIMON Der Schutz und Recht der Unschuld gab. | HANNA, LUKÁCS, SIMON Ki védelmet s igazat adott az ártatlannak. |
| ERSTER CHOR O seht, der große Morgen naht. | I. KÓRUS Nézd! Közeleg a nagyszerű nap! |
| ZWEITER CHOR O seht, er leuchtet schon. | II. KÓRUS Ó nézd! Már felragyog. |
| BEIDE CHÖRE Die Himmelspforten öffnen sich, der heil'ge Berg erscheint. | I. ÉS II. KÓRUS Megnyílnak a mennyeknek kapui, a szent hegy föltűnik. |
| ERSTER CHOR Vorüber sind, | I. KÓRUS Elmúltak már, |
| ZWEITER CHOR verbrauset sind | II. KÓRUS elzúgtak |
| ERSTER CHOR die leidenvolle Tage, | I. KÓRUS a szenvedésnek napjai, |
| ZWEITER CHOR des Lebens Winterstürme. | II. KÓRUS az élet téli viharai. |
| BEIDE CHÖRE Ein ew'ger Frühling herrscht; und grenzenlose Seligkeit wird der Gerechten Lohn. | I. ÉS II. KÓRUS Örök Tavasz uralkodik és határtalan boldogság lesz az igazak jutalma. |
| HANNE, LUKAS, SIMON Auch uns werd' einst ein solcher Lohn! Laßt uns wirken, laßt uns streben! | HANNA, LUKÁCS, SIMON A mi jutalmunk is ez lesz egykor, munkálkodjunk, törekedjünk! |
| ERSTER CHOR Laßt uns kämpfen, | I. KÓRUS Küzdjünk érte, |
| ZWEITER CHOR laßt uns harren, | II. KÓRUS várjuk, |
| BEIDE CHÖRE zu erringen diesen Preis. Uns leite deine Hand, o Gott! Verleih uns Stärk' und Mut. | I. ÉS II. KÓRUS hogy kivívjuk ezt a díjat! Vezessen minket a Te kezed, ó Isten! Kölcsönözz nékünk erőt és bátorságot! |
| ERSTER CHOR Dann siegen wir, | I. KÓRUS S akkor énekelünk, |
| ZWEITER CHOR dann gehn wir | II. KÓRUS akkor belépünk |
| BEIDE CHÖRE ein in deines Reiches Herrlichkeit. Amen. | I. ÉS II. KÓRUS a Te dicsőséges birodalmadba. Ámen. |